# Duikhelm

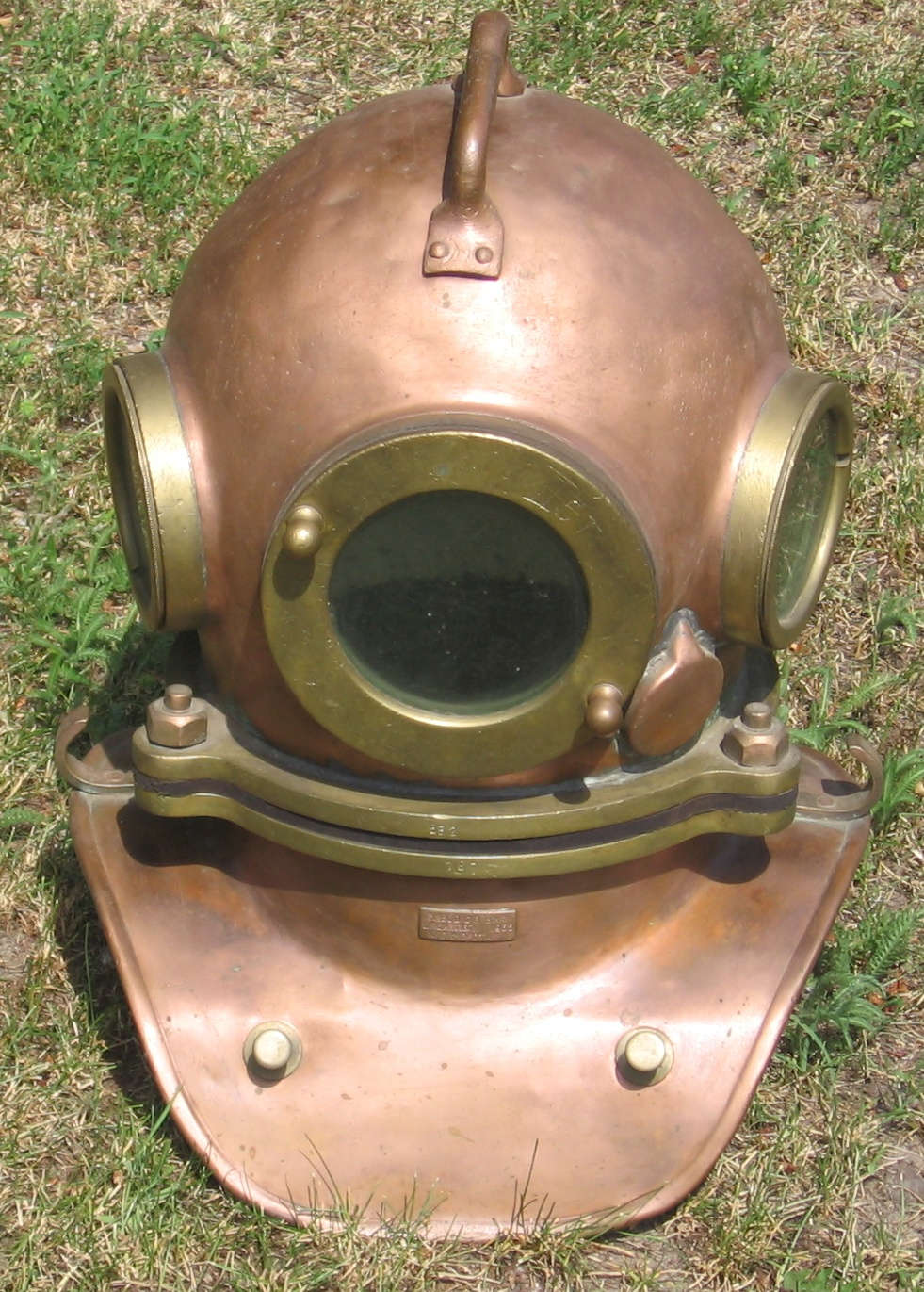
Een duikhelm uit de standaardduikuitrusting van de marine van de Soviet-Unie

Een duikhelm werd vroeger gebruikt door duikers, die met een koperen duikhelm, twill duikpak, zware lompe loden schoenen, een dito borst/ruggewicht of een gordellood om, vanaf een schip afdaalden. Hun helm was verbonden met een luchtslang, die om veiligheidsredenen werd vastgezet aan de helm. 
De duiker had om dezelfde reden een touw om zijn middel.
Een duikhelm was van koper en had drie of soms vier glazen kijkvensters. Het voorste venster kon geopend worden. Links, rechts en soms schuin bovenaan, was er ook een venster voor een groter perifeer zicht. De duikhelm kon vanwege zijn gewicht niet door de duiker zelf op de halsschouderplaat geschroefd worden, dit gebeurde door helpers. 
Tijdens het onder water gaan stroomden de helm en het duikpak vol lucht via de toevoer van de luchtpomp op het schip of aan de oever. Om onder water te kunnen gaan waren de loden gewichten noodzakelijk. 
In het geval dat de duiker onder water in een gevaarlijke situatie terechtkwam, kon hij door het verwijderen van de loden gewichten snel naar de oppervlakte.
Echter door het drukverschil hiermee, kon het de gevreesde caissonziekte tot gevolg hebben, soms met fatale afloop. 
Heden ten dage worden ook andere duikhelmen gebruikt voor werken op grotere dieptes. Deze duikhelmen zijn op stalen duikpakken bevestigd, waarvan de 'handen' grijphaken zijn. De duiker bedient deze grijphaken van binnenuit met zijn handen. Deze zware stalen pakken kunnen de druk van het water verdragen tot op 400 meter diepte, terwijl de druk in het pak dezelfde blijft als aan de oppervlakte.